# Nagykövéres

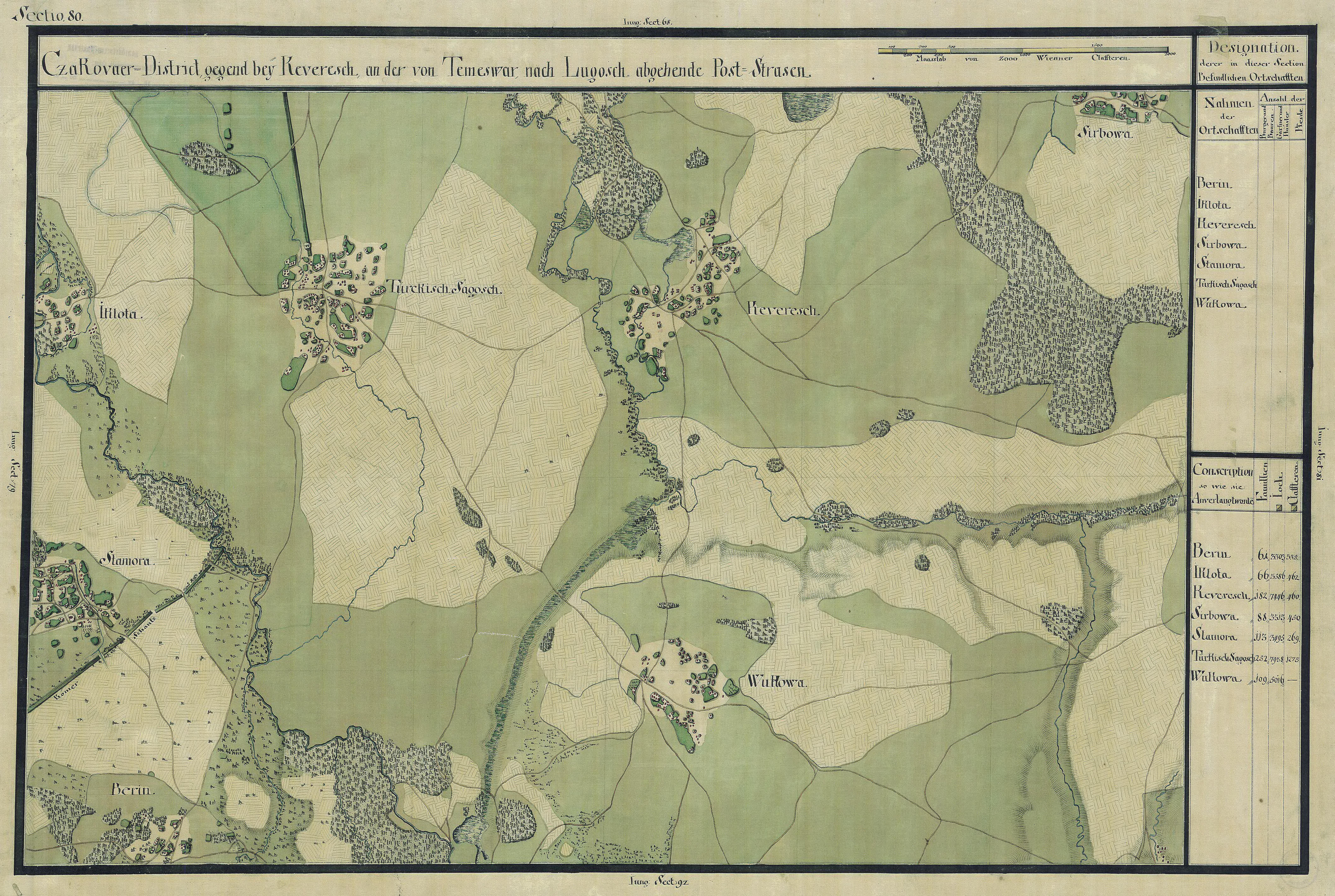
Nagykövéres katonai térképe 1769-1772 körül

Nagykövéres (románul: Chevereșu Mare, németül: Grosskeweresch) falu Romániában, a Bánságban, Temes megyében.

## Fekvése
Temesvártól 18 km-re délkeletre található.

## Nevének eredete
Első említése: Kıveriš (1554), majd Keverisch (1717) és 1723–1725-ben Keveresch. Nevének előtagja a Versec közelében egykor létezett, szerb lakosságú Kiskeveres falura utal, amely 1788-ban elpusztult.

## Története
A 18. században postaállomása volt és egészen Buziásfürdő fölemelkedéséig a környék legjelentősebb településének számított. Házcsoportjait az 1760-as években vonták össze egyetlen faluközpontba. Ugyanekkor költöztették ide a Bázos és Szirbova között, a mai kövéresi erdő közepén 1761-ben még Bothia néven jelölt falu lakóit – ma Bocea a falu északi részének a neve. 1807-ben a Tanulmányi alap uradalmának központja lett.
A 18. század első felében oltyánok, 1785 után mócok, az 1770-es években magyarok költöztek be. 1777 és 1786 között római katolikus plébániája is volt, egyháza ezután Bakóvár filiája lett.
A falu annak köszönhette hírnevét, hogy 1724-ben itt halt meg a magát 185 évesnek tudó Petru Czartan, „a Bánát matuzsáleme”. Temes vármegyéhez tartozott.
A falutól a Temesig és Szirbováig terjedő tölgyerdő volt Nicolae Ceaușescu egyik kedvenc vadászterülete.

## Népessége
- 1842-ben 1741 ortodox és 120 római katolikus vallású lakosa volt.[2]
- 1900-ban 1995 lakosából 1692 volt román, 203 magyar, 57 német és 42 cigány anyanyelvű; 1737 ortodox, 179 római katolikus és 18 zsidó vallású.
- 2002-ben 1027 lakosából 841 volt román, 173 cigány és 10 magyar nemzetiségű; 950 ortodox, 46 pünkösdista és 14 római katolikus vallású.

## Gazdasága
- Hagyományos gazdasági ágai az állattenyésztés, a faipar és újabban a gyalogakác vesszőinek feldolgozása.
- Gyermektábor.

## Külső hivatkozások
- Írások és régi térkép a faluról (románul)

## Képek

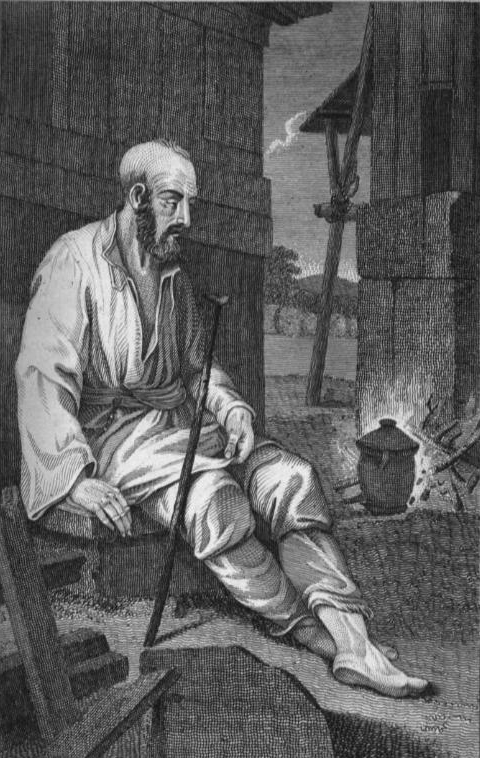
Petru Czartan, „a Bánát matuzsáleme”
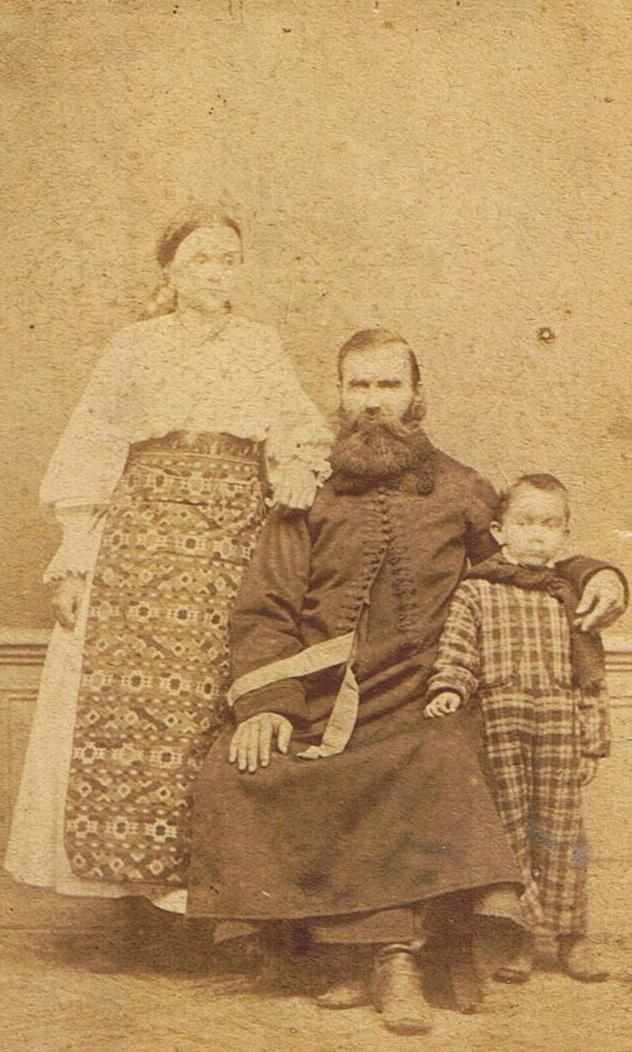
A nagykövéresi ortodox pap a családjával 1873 körül. A feleségét helyi viseletben, a fiát „német” ruhában fényképezték.
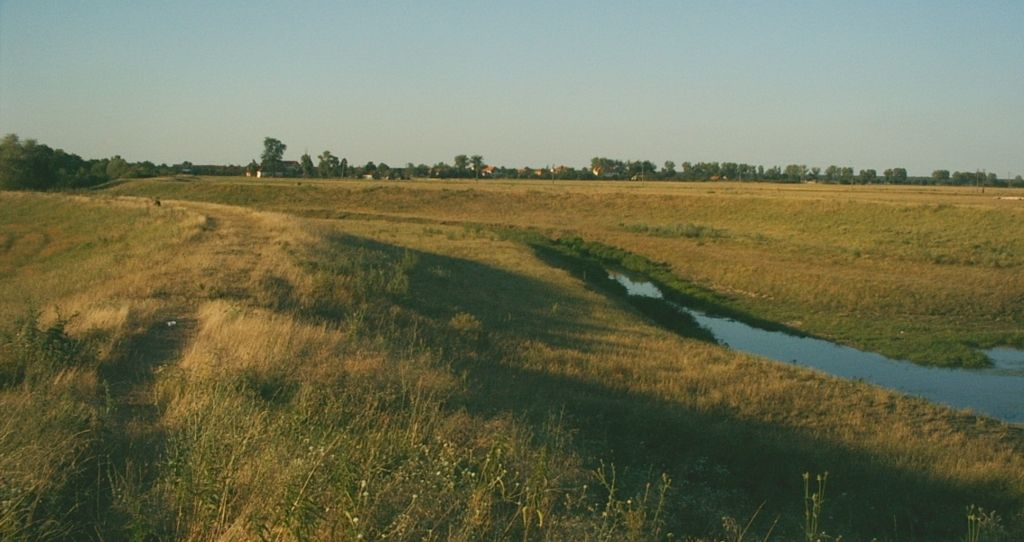
A Surgány-árok